# Красночетайское сельское поселение
Красночета́йское се́льское поселе́ние (чув. Хĕрлĕ Чутай ял тăрăхĕ) — сельское поселение в составе Красночетайского района Чувашии.
Административный центр — село Красные Четаи.

## Населённые пункты
В состав сельского поселения входит 7 населённых пунктов:
- село: Красные Четаи.
- деревни: Дубовка, Ижекей, Пчёлка, Томлей, Черепаново, Янгильдино.